# Ганиси
Ганиси (груз. განისი; осет. Ганис) — селение в Казбегском муниципалитете Грузии. Село расположено на правом берегу реки Арагви в Гудском ущелье.
Выделяется два селения: Верхний Ганиси (осет. Мидæггаг (Уæллаг) Ганис) и Нижний Ганиси (осет. Æддаг (Дæллаг) Ганис).

## Фамилии
В Нижнем Ганисе проживали Дзестеловы, Короевы, Гадиевы, Битаровы, Тогузовы; в Верхнем Ганисе — Гадиевы, Рубаевы, Козыревы и Кабановы.

## Знаменитые уроженцы
- Гадиев Сека — осетинский поэт и прозаик;
- Гадиев Цомак — осетинский писатель